# Syagrus campylospatha
Syagrus campylospatha là loài thực vật có hoa thuộc họ Arecaceae. Loài này được (Barb.Rodr.) Becc. miêu tả khoa học đầu tiên năm 1916.